# Németország sorsnapja

Németország sorsnapja (németül Schicksalstag) néven szokás említeni a november 9-i dátumot, mivel az a német történelemben számos sorsfordító esemény napja volt.

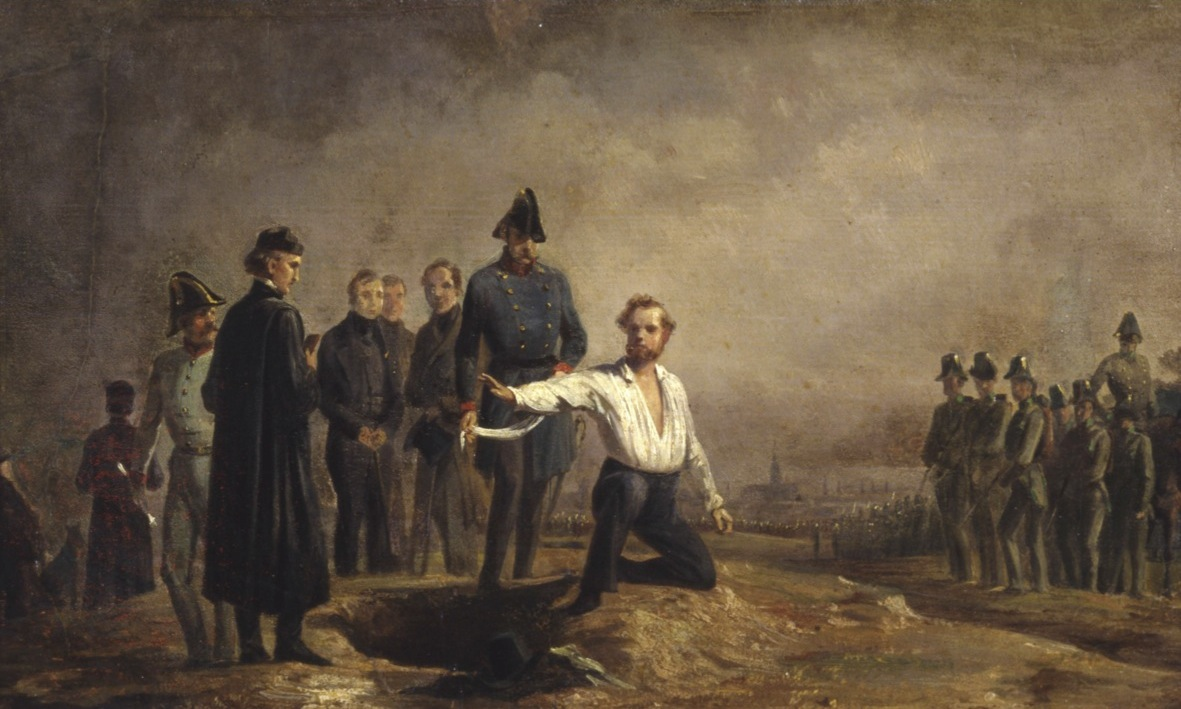
Robert Blum kivégzése, Carl Constantin Heinrich Steffeck festménye

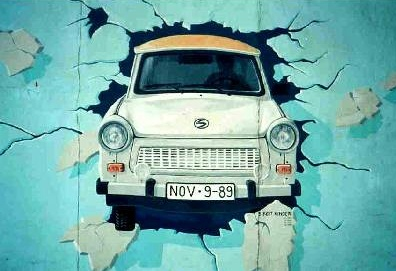
A berlini falat áttörő Trabantot ábrázoló festmény. Az autó rendszámtábláján a sorsnap dátuma látható.

## Jeles német történelmi események november 9-én

### 1848
Robert Blum kivégzése.

### 1918
II. Vilmos német császár lemondása.

### 1923
A müncheni sörpuccs.

### 1938
A kristályéjszaka. 

### 1989
A berlini fal ledöntése.